# Schwendenera tetrapyxis
Schwendenera tetrapyxis är en måreväxtart som beskrevs av Karl Moritz Schumann. Schwendenera tetrapyxis ingår i släktet Schwendenera och familjen måreväxter. Inga underarter finns listade i Catalogue of Life.